# Бюджетна звітність у Європейському Союзі
Європейський Союз застосовує різноманітні заходи публічної підзвітности для перегляду та реформування бюджетів уряду.  Оскільки бюджет ЄС знаходиться під загрозою неналежного управління, щороку Європейський суд авдиторів звітує про управління бюджетом. Авдитори Європейського Союзу вважали, що впровадження більшої прозорости та системи подвійного бухгалтерського обліку, ймовірно, покращить управління бюджетом.
Щоб посилити засоби запобігання шахрайству, 28 квітня 1999 року відповідно до Рішення Європейської Комісії № 1999/352 Комісія заснувала Європейський офіс по боротьбі з шахрайством, також відомий як OLAF. Офіс отримав відповідальність за проведення адміністративних розслідувань щодо боротьби з шахрайством, надавши йому спеціальний незалежний статус.

## Авдит
Європейський суд авдиторів перевіряє, чи всі доходи Союзу були отримані, а всі його витрати здійснені законним і регулярним чином, а також чи належним чином керували бюджетом ЄС. Суд було засновано 22 липня 1975 року Бюджетним договором 1975 року. Суд почав працювати як зовнішній авдиторський орган Спільноти в жовтні 1977 року.

## Прозорість
Засідання Ради міністрів (відповідного міністра від кожної держави-члена) є переважно відкритими. Вебтрансляцію сесій також можна переглянути на сайті ради.
Крім того, стандартом пленарних засідань Європарламенту є трансляція дебатів через Інтернет. Крім того, публіка може спостерігати за засіданнями безпосередньо з окремої галереї. Крім того, майже всі засідання парламентських комітетів доступні для спостереження громадськости за винятком деяких питань, таких як запити про зняття депутатської недоторканности з члена Європейського парламенту.
Крім того, діяльність Європейської комісії є предметом прозорости. Моніторинг комісії має здійснюватися органом, незалежним від комісії, таким як «Європейський офіс по боротьбі з шахрайством» (OLAF), який звітує перед Європейським парламентом.
У 2019 році Європейський парламент прийняв обов’язкові правила прозорості лобіювання, відповідно до яких члени Європарламенту, які беруть участь у розробці та обговоренні законодавства, повинні публікувати свої зустрічі з лобістами. У поправці говориться, що «доповідачі, тіньові доповідачі або голови комітетів повинні для кожного звіту публікувати онлайн усі заплановані зустрічі з представниками інтересів, які підпадають під дію Реєстру прозорости» — бази даних ЄС.

## Корупція та відмивання грошей
Офіційних осіб Європейського парламенту звинуватили в корупції та відмиванні грошей через висновки урядів Катару, Марокко, Мавританії та Російської Федерації, які також називають Qatargate та Russiagate.
Парламентська асамблея Ради Європи прийняла резолюцію, в якій говориться, що «вона шкодує про те, що члени Європейського парламенту схвалили і не заявили про поїздки до Азербайджану, візити до Нагірно-Карабахського регіону та проживання в розкішних готелях, які були організовані та оплачені азербайджанськими посадами».